# Josef Friedrich Schmidt
Josef Friedrich Schmidt (Amberg, 24. studenoga 1871. – München, 28. rujna 1948.) bio je njemački poduzetnik.
Tijekom zime 1907./1908. izmislio je u Münchenu igru Čovječe, ne ljuti se.